# Consenso Federal (coalición de 2008)
El Movimiento Consenso Federal (ConFe) fue una alianza electoral argentina conformada por el Partido Autonomista y Acción por la República  de cara a las elecciones legislativas del 28 de junio de 2009 en la Provincia de Buenos Aires.
El frente electoral fue fundado por el exvicepresidente Julio Cobos sellando en fin de la Concertación Plural pactada con el kirchnerismo.
Durante las elecciones legislativas del 28 de junio de 2009 participó dentro del Acuerdo Cívico y Social integrado por la UCR, la Coalición Cívica y el Partido Socialista mostrando su intención de colocar listas colectoras por fuera del acuerdo a nivel municipal.
A poco de formarse, el apoderado del Partido Autonomista, Edgardo Hugo Bilchez, presentó la decisión de retirarse del ConFe, por lo que se cayó la alianza a menos de un mes de las elecciones.

## Integrantes de la alianza
- Partido Demócrata Cristiano
- Unión Vecinal de Córdoba
- Cambio 2000 de Tucumán
- Concertación Popular de Capital Federal
- Concertación Ciudadana (la fuerza que el exvicepresidente creó en Mendoza cuando lo expulsaron de la UCR)
- Partido Fiscal, también de Mendoza

## Bloque de Diputados Nacionales[4]
Luego de la separación de Concertacion Plural, los Cobistas formaron su propio bloque en la cámara de diputados de la nación contando solo con 4, el jefe del bloque hasta su disolución Daniel Katz y los diputados Laura Montero, Albarracín y Scalesi. En las elecciones Legislativas de 2009 el Cobismo  compitió dentro del Acuerdo Cívico y Social logró obtener más diputados como el ex intendente Mario Barbieri, Laura Montero fue elegida Senadora Nacional por Mendoza. 
| Provincia    | Diputado               | Bloque | Bloque           | Mandato | Mandato |
| Provincia    | Diputado               | Bloque | Bloque           | Inicio  | Fin     |
| ------------ | ---------------------- | ------ | ---------------- | ------- | ------- |
| Buenos Aires | Daniel Katz            |        | Consenso Federal | 2007    | 2011    |
| Mendoza      | Laura Montero          | 2007   | Consenso Federal | 2009    |         |
| Mendoza      | Jorge Albarrecin       | 2007   | Consenso Federal | 2011    |         |
| Río Negro    | Juan Carlos Scalesi    | 2007   | Consenso Federal | 2011    |         |
| Buenos Aires | Mario Leandro Barbieri | 2009   | Consenso Federal | 2013    |         |
| Mendoza      | Ricardo Manzur         | 2009   | Consenso Federal | 2013    |         |